# Спринчана
Спринчана (рум. Sprânceana) — село у повіті Ясси в Румунії. Входить до складу комуни Ербічень.
Село розташоване на відстані 323 км на північ від Бухареста, 26 км на захід від Ясс.

## Населення
За даними перепису населення 2002 року у селі проживали 373 особи, усі — румуни. Усі жителі села рідною мовою назвали румунську.